# Distretto di Yarabamba
Il distretto di Yarabamba è un distretto del Perù nella provincia di Arequipa (regione di Arequipa) con 1.027 abitanti al censimento 2007 dei quali 660 urbani e 367 rurali.
È stato istituito il 25 gennaio 1943.